# Blind Love
Blind Love er en amerikansk stumfilm fra 1912 af D. W. Griffith.

## Medvirkende
- Blanche Sweet
- Harry Hyde
- Edward Dillon
- Hector Sarno
- W. Chrystie Miller